# Lac Fianga
Le lac Fianga est situé à Folmaye, un village situé environ 8km de la ville Fianga, chef-lieu du département du Mont-illi au Tchad. 
Victime des pénuries d'eau extrêmes et la variabilité climatique, le lac s’est complètement asséché en décembre 1984.